# Codex Nanianus
Codex Nanianus designado U ou 030 (Gregory-Aland), ε 90 (von Soden), é um manuscrito uncial grego dos quatro evangelhos, datado pela paleografia para o século IX.

## Descoberta
Contem 291 fólios dos quatro Evangelhos (22.5 x 16.7 cm). Escrito em duas colunas por página, em 21 linhas por página.
Contém a Epistula ad Carpianum, κεφαλαια, τιτλοι, as seções amonianas e os cânones eusebianos.

## Texto
O texto grego desse códice é um representante do Texto-tipo Bizantino. Aland colocou-o entre a Categoria V.

## História
O nome do códice veio depois do seu último proprietário, Giovanni Nanni (1432-1502).
Actualmente acha-se no Biblioteca Marciana (1397 (1, 8)) em Veneza.

## Literatura
- Russell Champlin, Family E and Its Allies in Matthew (Studies and Documents, XXIII; Salt Lake City, UT, 1967).
- J. Greelings, Family E and Its Allies in Mark (Studies and Documents, XXXI; Salt Lake City, UT, 1968).
- J. Greelings, Family E and Its Allies in Luke (Studies and Documents, XXXV; Salt Lake City, UT, 1968).
- Frederik Wisse, Family E and the Profile Method, Biblica 51, (1970), pp. 67–75.